# اورپ-ژوش
شهر اورپ-ژوش (به فرانسوی: Orp-Jauche) در شهرستان نیول  در استان اوئلون بربان  در منطقه فدرال والوون در کشور بلژیک واقع شده‌است.